# Biche (thonier-dundée)
Pour les articles homonymes, voir Biche.
Le Biche est le dernier thonier-dundée de l'Atlantique. C'est un cotre aurique à tapecul.
Son immatriculation est : GX 3864 (quartier maritime de Groix).
En 2013, la Fondation du patrimoine maritime et fluvial a décerné le label BIP (Bateau d'intérêt patrimonial) au thonier Biche. Cette même année, Biche a été distingué par la revue britannique Classic Boat, qui lui a attribué le "first Award" de la meilleure restauration en Europe.

## Historique

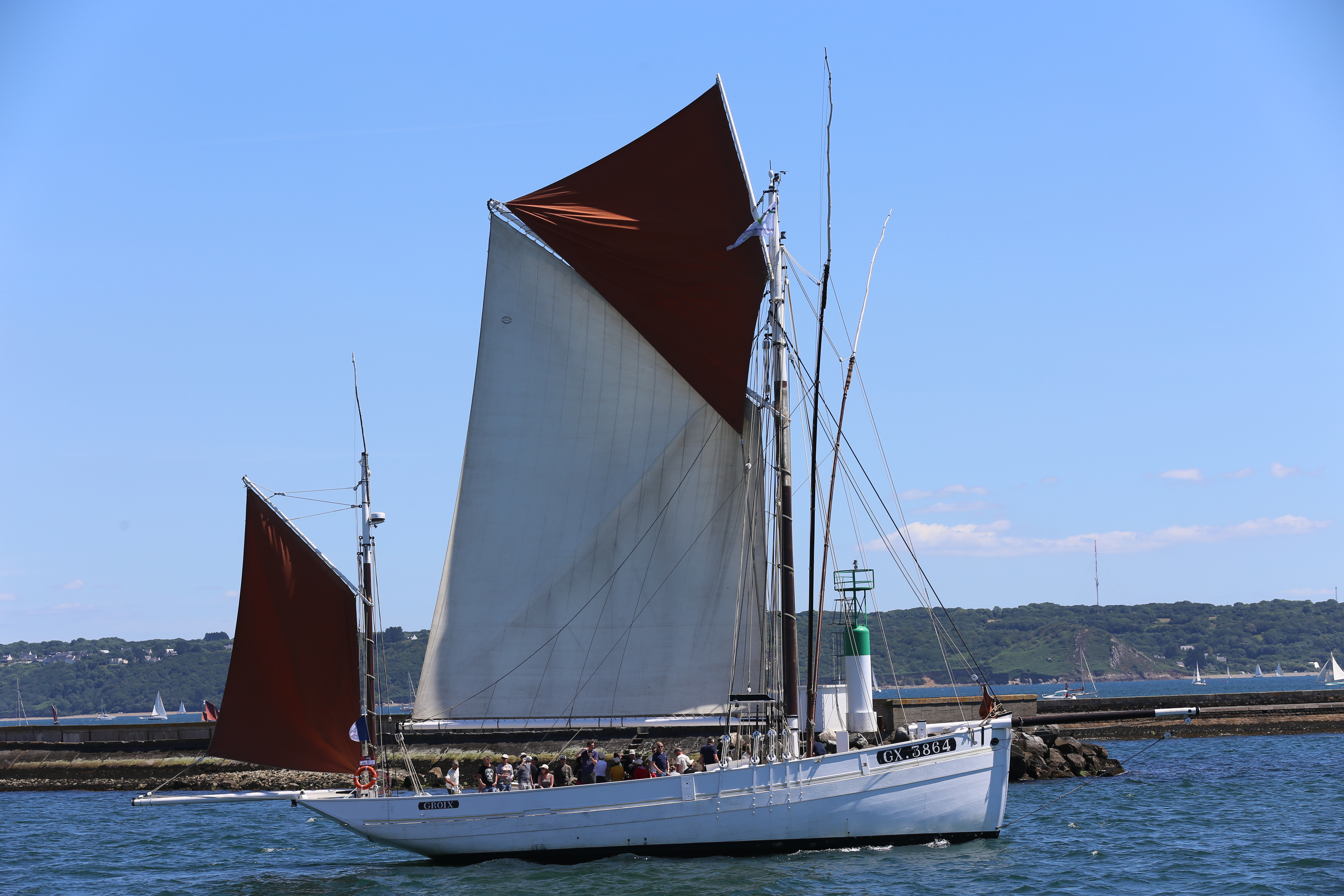
Biche lors de Brest 2016.

Biche est un dundée thonier de l'île de Groix, construit en 1934 aux Sables d'Olonne par le chantier Aimé Chauffeteau pour le patron groisillon Ange Stéphan. Celui-ci était surnommé Ange Biche, d'où le nom du bateau. De nombreux thoniers de l’île de Groix ont été construits aux Sables-d'Olonne, où les chantiers construisaient des bateaux solides, adaptés à la pêche au thon estivale et à la drague hivernale.
L’île de Groix était une île particulièrement réputée pour la pêche au thon, avec une flottille conséquente et connue pour être de celles qui allaient chercher le thon le plus loin des côtes. Au début du XXe siècle, Port-Tudy était le premier port thonier français et toute l'île était rythmée par la pêche au thon.
Biche fut basé à Groix jusqu'en 1956 et pêchait le thon aux lignes traînantes sur tangons, dans le golfe de Gascogne.
En 1956, Biche est racheté par le Royal Belgian Sailing Club de Zeebruges, en Belgique. Du 3 au 8 novembre 1956, il fait la route jusqu'à cette école de voile, où il servira de dortoir à quai pour les élèves et cadets pendant 11 ans.
En automne 1967, Biche est racheté par un Anglais, Richard Brooks. Il répare Biche pendant 4 ans, et s'efforce de le remettre dans son état original, alors que les Belges l'avaient aménagé avec plus de 40 couchettes. Les réparations amèneront quelques nouveautés sur le Biche original comme une barre à roue, d'épaisses cloisons (qui sauveront plus tard le bateau), un nouveau grand mât en acier à la place de l'ancien en bois trop dégradé pour être conservé, ainsi qu'un nouveau mât de tapecul. C'est également Richard Brooks qui mettra le premier moteur sur Biche, qui jusqu'alors ne se déplaçait qu'à la voile. Biche fait ensuite du charter, en Manche et en mer du Nord.
Biche est racheté à la fin des années 1970 par un autre anglais, Charles Booth, qui repeindra le pavois en bleu. Il s'en sert lui aussi comme bateau de charter pendant une dizaine d'années. En 1979, la trace du bateau est retrouvée par Dominique Duviard, président de l'association Groix Vie et Tradition, qui prend contact avec Charles Booth pour le convaincre de venir faire une visite à Groix avec Biche, afin qu'Ange Stéphan, le premier patron du bateau, puisse le revoir.
Le Musée du Bateau de Douarnenez achète Biche en 1991, dans le cadre de la constitution de la collection du Musée. Biche est le dernier survivant des thoniers dundées : beaucoup de ces outils de travail ont en effet disparu lors de la seconde guerre mondiale ou ont été cachés puis abandonnés dans des vasières parallèlement aux évolutions techniques comme l'invention de la glacière (Krebs, Concarneau, 1933-34) et la motorisation (à partir des années 1930). En 2003, faute de moyens financiers pour entreprendre une restauration, le Port-Musée décide de mettre Biche en vasière. L'association Les Amis du Biche se crée parallèlement, pour sauver le bateau.

## Restauration

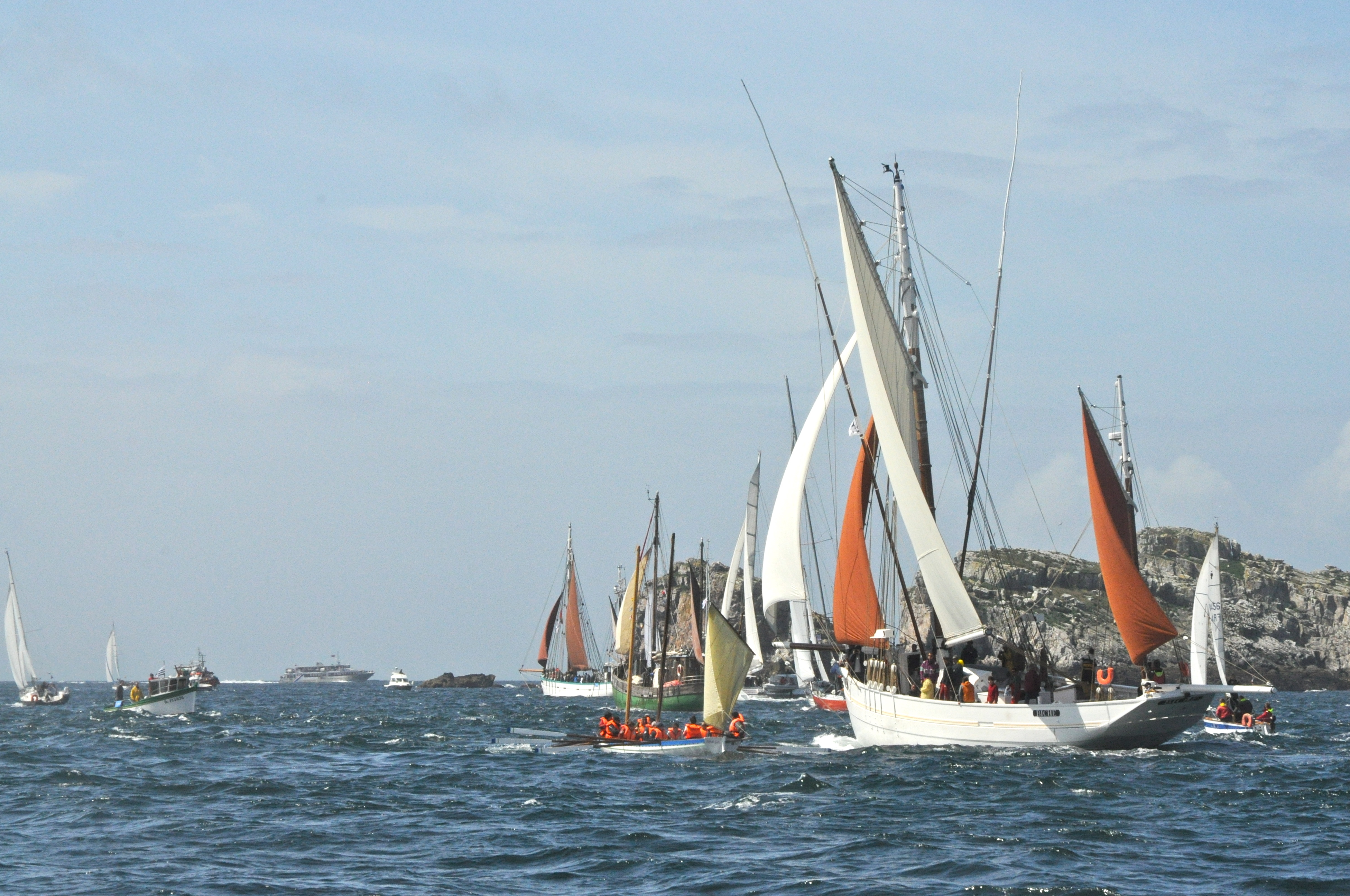
Biche dans la grand parade Brest-Douarnenez 2012

En mai 2004, grâce aux efforts de l'association, le bateau peut enfin être remorqué jusqu'à Brest, sur le terrain du Chantier du Guip, spécialisé dans la construction navale traditionnelle en bois et choisi pour la restauration. 
Le 1er août 2006, le bateau revient à Lorient, sur le remorqueur ravitailleur affrété par la Marine nationale BSAD Alcyon. Biche reste deux ans sur l'anneau de Kéroman en attendant que l'association ait pu trouver les fonds nécessaires. Il est ensuite déplacé sur le chantier de restauration, rue Ingénieur Verrière, où se trouvent aujourd'hui les locaux de l'association.
Le chantier commence durant l'été 2009 et durera trois ans. La coque a été remise à neuf par le Chantier du Guip, avec la participation du comité de recherches scientifiques de l'association et le gréement (disparu) redéfini et mis en œuvre par l'association ; les voiles sont confiées à  la voilerie Burgaud de Noirmoutier. Le bateau est désormais motorisé et pourvu de deux hélices sous la voûte.
Biche a bénéficié du mécénat culturel de nombreuses entreprises, de la Fondation du Patrimoine ainsi que de centaines de particuliers.
Le 22 juin 2012, Biche est remis à l'eau au Port de pêche de Kéroman.

## Aujourd'hui
Aujourd'hui, Biche est le dernier thonier dundee de Groix. L'association Les Amis du Biche, forte de ses nombreux adhérents et bénévoles, gère l'exploitation et l’entretien du thonier.   
Biche propose des croisières de 3 à 6 jours principalement sur les côtes bretonnes, telles que la Balade des Phares en partenariat avec la Société Nationale pour le Patrimoine des Phares et Balises. Le thonier est également présent aux principaux évènements maritimes, comme La Semaine du Golfe, Tonnerres de Brest, Temps Fête à Douarnenez ou encore  Lorient Océans  en 2022, 2023 et 2024.   
En septembre, le voilier renoue avec son activité d’origine et prend la mer pour des campagnes de pêche au thon. À bord, l'équipage est complété par un patron de pêche, spécialiste de cette pêche aux lignes traînantes.  
En croisières et pêches au thon, la capacité de navigation est de 12 personnes. En sortie journée, la capacité est de 27 personnes.   
En croisière ou en balade en mer, les passagers sont guidés par l’équipage et participent à la vie à bord, à la navigation et aux manœuvres particulières à ce bateau de travail.   
Biche est régulièrement affrété par des particuliers ou des entreprises pour des sorties en mer ou des réceptions à quai. Biche fait également du cabotage à la voile avec la jeune société bretonne de cabotage à la voile TransOceanic Wind Transport.